# A Hungry Heart
A Hungry Heart è un film muto del 1917 diretto da Émile Chautard, interpretato da Alice Brady, Edward Langford, George MacQuarrie, Gerda Holmes, Alec B. Francis. La sceneggiatura si basa su Frou Frou, lavoro teatrale del 1869 di Henri Meilhac e Ludovic Halévy.

## Trama
Il conte Paul de Valreas e il marchese Henri de Sartorys sono rivali a causa di Gilberte Brigarde, soprannominata Frou-Frou, una bella ragazza civettuola e frivola di cui si sono entrambi innamorati. Louise, la sorella maggiore di Gilberte, conviene con suo padre che il marito migliore per Gilberte sia il marchese, anche se lei stessa è innamorata di lui. Il matrimonio è celebrato e Gilberte diventa la moglie del marchese de Sartorys. Passano cinque anni: la coppia ha un figlio, ma la giovane sposa è rimasta sempre la farfalla irresponsabile di un tempo. Di conseguenza, Louise viene a vivere con la sorella, prendendosi cura lei della famiglia e del bambino. E, quando Paul de Valreas riappare, la sua presenza rinfocola il sentimento che Gilberte aveva per lui. Anche se cerca di resistere, la donna non riesce a frenare la passione, finendo per lasciare tutto per raggiungerlo a Venezia. De Sartorys, che ha seguito i due amanti, sfida a duello Paul, uccidendolo. Gilberte, il cuore spezzato, torna a casa, implorando il perdono di suo marito. Poi muore di consunzione, felice al pensiero che Louise sarà l'angelo custode che si prenderà cura di suo marito e di suo figlio.

## Produzione
Il film fu prodotto dalla Peerless Productions con il titolo originale Frou Frou e venne girato negli studi della Peerless a Fort Lee. La commedia da cui è tratta la sceneggiatura del film era già stata portata sullo schermo nel 1914 dalla Thanhouser con Frou Frou, film di Eugene Moore che aveva come attrice protagonista Maude Fealy.

## Distribuzione
Il copyright del film, richiesto dalla World Film Corp., fu registrato il 10 febbraio 1917 con il numero LU10162 con il titolo The Hungry Heart. Distribuito dalla World Film, il film uscì nelle sale cinematografiche statunitensi il 5 febbraio 1917.
Non si conoscono copie ancora esistenti della pellicola che viene considerata presumibilmente perduta.